# Улица Петра Смородина (Санкт-Петербург)
Улица Петра́ Сморо́дина — улица в Красногвардейском районе Санкт-Петербурга. Проходит от Большой Пороховской улицы до Головкинской улицы, вдоль Окружной железной дороги. Улица включает в себя 10 домов, и номера домов только чётные.

## История
Улица получила название 28 октября 1968 года в память о Петре Ивановиче Смородине — одном из создателей комсомола, секретаре Петроградского горкома комсомола, участнике особой тройки НКВД, созданной по приказу НКВД СССР от 30.07.1937 № 00447.

## Пересечения
- Большая Пороховская улица
- шоссе Революции

## Транспорт
Ближайшая к улице Петра Смородина станция метро — «Ладожская» 4-й (Правобережной) линии.
Движение общественного транспорта по улице отсутствует.